# Kochia melanoptera
Kochia melanoptera là loài thực vật có hoa thuộc họ Dền. Loài này được Bunge mô tả khoa học đầu tiên năm 1880.